# Zoran Krušvar
Zoran Krušvar (ur. 9 kwietnia 1977 w Rijece) – chorwacki pisarz science fiction i fantasy, dziennikarz i menedżer projektów kulturalnych.
Z wykształcenia magister psychologii, obecnie studiuje podyplomowo marketing i zarządzanie.
Pierwsze próby pisarskie podjął już w szkole podstawowej i wtedy zdobył swoją pierwszą nagrodę literacką. W szkole średniej zainteresował się muzyką i porzucił pisanie na rzecz nauki gry na gitarze. Podczas studiów, w 2001 r., opublikował pierwsze opowiadania i wiersze w czasopiśmie studenckim Re. Potem przyszły publikacje w wielu innych czasopismach i antologiach.
Pierwsza książka Krušvara – zbiór opowiadań Najlepszy na świecie (Najbolji na svijetu) – ukazała się w 2004 r.
W 2006 r. jego opowiadanie Tko s Đavolom tikve sadi... zostało włączone do antologii Ad Astra – Anthology of Croatian science fiction short stories 1976-2006.
W 2007 r. opublikował pierwszą powieść, Wykonawcy Bożego Zamysłu (Izvršitelji nauma Gospodnjeg), rozprowadzaną wraz z promocyjnym DVD. Wokół książki wyrósł ruch fanowski i wkrótce na YouTube oraz w chorwackich serwisach fantastycznych pojawiła się inspirowana nią twórczość fanowska: prace literackie, graficzne, muzyczne i wideo. W Chorwacji była to pierwsza i, jak dotąd, jedyna powieść, która wywołała taką reakcję czytelników.
Jego powieść dla dzieci Pluszowe bestie (Zvijeri plišane) wywołała w 2008 roku sporo zamieszania w mediach chorwackich, ponieważ niektórzy bohaterowie są tam homoseksualni lub transseksualni, a dziecięca literatura chorwacka nie podejmowała nigdy wcześniej tematu praw mniejszości seksualnych, a co za tym idzie – nie próbowała uczyć dzieci tolerancji wobec nich.
W tym samym 2008 roku został przyjęty do Chorwackiego Stowarzyszenia Pisarzy i zaczął prowadzić warsztaty pisarskie we współpracy z Miejską Biblioteką w Rijece.
Czterokrotnie zdobył nagrodę SFERA, jedyne chorwackie wyróżnienie dla pisarzy tworzących SF.

## Twórczość

### Książki
- 2004 – Najlepszy na świecie. (Najbolji na svijetu) – zbiór opowiadań[2]
- 2007 – Wykonawcy Bożego Zamysłu. (Izvršitelji nauma Gospodnjeg)[3]
- 2008 – Pluszowe bestie. (Zvijeri plišane)[4]
- 2010 – Kamov se vraća kući[5].
- 2011 – Poduzmi nešto[6]
- 2011 – Zaljubljeni duhovi[7]